# 독일의 현

독일의 행정구역 계층도

독일의 현(독일어: Regierungsbezirk 레기룽스베치르크[*])은 주와 시·군 사이의 중간 계층의 행정 구역이다. 주 정부의 내무부를 상급 관청으로 하는 현청(Regierungsprsidium)에서 행정을 소관하며 주 정부에서 임명하는 현지사(Regierungspräsident)가 있다. 현지사는 선거로 선출되지 않고 주 정부에서 임명하는 행정관이므로 Regierungsbezirk를 직역하여 행정관구나 행정구라고 번역하기도 한다.
이러한 현은 1808년과 1816년 프로이센 왕국에서 새로 설정한 주(Provinz)의 하위 행정 구역으로 Regierungsbezirk를 설정한 것에서 유래한다. 프로이센의 이러한 행정 구역은 독일 제국 시절에도 유지되었고 독일 제국의 바이에른·뷔르템베르크·작센 등은 다른 명칭을 가진 하위 행정 구역을 두기도 했다. 나치 정권 때 독일 전국을 세 단계의 중층제 행정 구역으로 개편하면서 종전에 하위 행정 구역으로 다른 명칭을 쓰던 곳에도 모두 Regierungsbezirk를 두었다. 
제2차 세계 대전이 독일의 패망으로 끝나고 각 주가 연합국의 분할에 따라 개편된 후 동서독 양쪽 지역에도 행정 구역이 변화하였다. 서독에서는 일부 주에 현 제도가 재도입되어 바덴뷔르템베르크주·바이에른주·헤센주·니더작센주·노르트라인베스트팔렌주·라인란트팔츠주에 현을 두었다. 서독 지역에서 현은 여러 차례 통폐합이 이루어지는 개편이 있었다. 동독에서는 5개 주가 설정되었고 일부 주 밑에 현을 두었으나 1952년 주를 폐지하고 동베를린을 제외한 전국을 14개 구(Bezirke)로 나누었다가 1990년 동서독 통일과 함께 5개 주가 부활하면서 작센주와 작센안할트주 밑에 현을 두었다.
이에 따라 통일 후 독일 연방 공화국을 구성하는 16개 주 중 8개 주에 현을 두었으나 비효율적인 중층제 행정 구역에 대한 개편의 요구가 있어 2000년 라인란트팔츠주, 2004년 작센안할트주, 2005년 니더작센주, 2012년 작센주의 현을 폐지하여 현재는 바덴뷔르템베르크주·바이에른주·헤센주·노르트라인베스트팔렌주의 4개 주에 모두 19개의 현이 있다. 현재 현을 두고 있는 주에서도 그 지위와 위치, 운영 형태는 조금씩 다르며 현청의 명칭도 바이에른 주에서는 Regierung(레기룽), 바덴뷔르템베르크 주, 헤센 주에서는 Regierungspräsidium(레기룽슈프레지디움), 노르트라인베스트팔렌 주에서는 Bezirksregierung(베치르크슈레기룽)이라고 한다.

## 독일의 현 목록

독일의 현 분포도 (2008년 8월 1일 당시의 현)

- 바덴뷔르템베르크주 - 4개 현(Regierungsbezirke) : 프라이부르크현·카를스루에현·슈투트가르트현·튀빙겐현
- 바이에른주 - 7개 현(Regierungsbezirke) : 오버바이에른현·니더바이에른현·오버프랑켄현·미텔프랑켄현·운터프랑켄현·오버팔츠현·슈바벤현
- 헤센주 - 3개 현(Regierungsbezirke) : 다름슈타트현·기센현·카셀현
- 노르트라인베스트팔렌주 - 5개 현(Bezirksregierungen) : 아른스베르크현·데트몰트현·뒤셀도르프현·쾰른현·뮌스터현

다음은 과거에 현이 존재했던 주이다.
- 라인란트팔츠주: 코블렌츠현·라인헤센팔츠현·트리어현 (2000년 1월 1일을 기해 폐지됨.)
- 작센안할트주: 데사우현·할레현·마그데부르크현 (2004년 1월 1일을 기해 폐지됨.)
- 니더작센주: 브라운슈바이크현·하노버현·뤼네부르크현·베저엠스현 (2005년 1월 1일을 기해 폐지됨.)
- 작센주: 켐니츠현·드레스덴현·라이프치히현 (2012년 3월 1일을 기해 폐지됨.)

## 같이 보기
- 독일의 군
- 독일의 주